# هربرت موریسون
هربرت موریسون (انگلیسی: Herbert Morrison; زاده ۳ ژانویه ۱۸۸۸ – درگذشته ۶ مارس ۱۹۶۵) یک سیاست‌مدار اهل بریتانیا بود.